# Jean Clair
Gérard Régnier, que adotou o nome Jean Clair (Paris, 20 de outubro de 1940), é um ensaista e historiador da arte francês.
Foi eleito para a cadeira 39 da Academia Francesa, em 22 de maio de 2008.